# Mirela Sula
Mirela Sula, albanska književnica, novinarka, * 1975, Skadar.
Po študiju literature se je na Univerzi Sheffield specializirala v psihologiji, s katero se sedaj profesionalno ukvarja kot urednica in predavateljica.  Delala je kot novinarka za dnevnik Panorama, bila glavni urednik tednika Psychology in Woman. Bila je ustanoviteljica in istočasno urednica časopisa Psychology in kasneje izdajateljica Psycho-Style, enega izmed najuspešnejših časopisov v Albaniji. Bila je panelist v albanski popularni oddaji “Love story”. Vključevala se je tudi v različne projekte, ki so podpirali pravice žensk - bila je prvi vodja v Women’s Network »Equality in Decision Making« in izvršna direktorica Albanskega centra za Pozitivno psihoterapijo. Bila je predavateljica na področju psihologije na različnih albanskih univerzah in avtorica več knjig. 
Od leta 2012 živi v Londonu, kjer opravlja doktorski študij na Univerzi Regents. Bila je glavna urednica časopisa Albanian Woman, ki se izdaja v Londonu in danes vodja revije Migrant Woman v Londonu. Dela tudi pri na področju nasilja v družini za Solace Women’s Aid v Londonu.
Doslej je izdala več pesniških in proznih del.
- 1995 - Permission to live
- 1997 - Living in half
- 1998 - Elvana
- 2000 - Ani Piterpani
- 2001 - Weekend with Flora
- 2002 - The spring came late
- 2002 - Horizonte
- 2003 - Map of pain
- 2003 - Eyes of Struga
- 2004 - The things that does not pertain to as
- 2005 - The passion
- 2006 - The white lie
- 2008 - When I pass in your soul
- 2012 - Dialog to myself
- 2012 - Do not let your mind abandon you
- 2013 - Don’t let your love go